# Dänischer Fußballpokal 2006/07
Der Dänische Fußballpokal 2006/07 war die 53. Austragung des dänischen Pokalwettbewerbs der Männer. Er wurde vom dänischen Fußballverband ausgetragen. Das Finale fand traditionell am Himmelfahrtstag (17. Mai 2007) im Parken von Kopenhagen statt. Pokalsieger wurde Odense BK, der sich im Finale gegen den FC Kopenhagen durchsetzte.
Das Halbfinale wurde in Hin- und Rückspiel entschieden. In den anderen Runden wurden die Begegnungen in einem Spiel ausgetragen. Bei unentschiedenem Ausgang wurde zur Ermittlung des Siegers eine Verlängerung gespielt. Stand danach kein Sieger fest, folgte ein Elfmeterschießen.

## 1. Runde
Es nahmen 50 Mannschaften der Dänemarkserie, 26 Vereine der 2. Division 2005/06 sowie 12 Teams auf den Plätzen fünf bis sechzehn der 1. Division 2005/06 teil.
| Datum      |                    | Ergebnis              |                           |
| ---------- | ------------------ | --------------------- | ------------------------- |
| 08.08.2006 | Sjørring BK        | 0:4                   | Skive IK                  |
| 08.08.2006 | Outrup BK          | 1:2                   | Ringkøbing IF             |
| 09.08.2006 | Elite 3000 Fodbold | 2:0                   | Slagelse B&I              |
| 09.08.2006 | BK Fix Brøndshøj   | 2:4                   | FC Bornholm               |
| 09.08.2006 | Fjordager IF       | 4:0                   | Stige BK                  |
| 09.08.2006 | FK Sydsjælland 05  | 0:3                   | Værløse BK                |
| 09.08.2006 | Fredericia fF      | 1:2                   | Næsby BK                  |
| 09.08.2006 | Gladsaxe-Hero BK   | 1:5                   | Glostrup FK               |
| 09.08.2006 | Hammel GF          | 0:5                   | Aarhus Fremad             |
| 09.08.2006 | Herlev IF          | 1:3                   | FC Roskilde               |
| 09.08.2006 | Hobro IK           | 1:4                   | FC Hjørring               |
| 09.08.2006 | Holstebro BK       | 1:2                   | Brabrand IF               |
| 09.08.2006 | Husum BK           | 0:1                   | Brønshøj BK               |
| 09.08.2006 | Hvidovre IF        | 1:1 n. V. (1:4 i. E.) | BK Frem Kopenhagen        |
| 09.08.2006 | Kjellerup IF       | 4:1                   | Viby IF                   |
| 09.08.2006 | Koldby-Hørdum IF   | 0:9                   | Thisted FC                |
| 09.08.2006 | Listrup UIF        | 2:3                   | Holbæk B&I                |
| 09.08.2006 | Lundtofte BK       | 3:2                   | Dragør BK                 |
| 09.08.2006 | IF Lyseng          | 1:2                   | Varde IF                  |
| 09.08.2006 | Nørre Uttrup B&IF  | 0:3                   | Nibe BK                   |
| 09.08.2006 | Næstved BK         | 0:2                   | AB Gladsaxe               |
| 09.08.2006 | Ringsted IF        | 3:1                   | BK Viktoria Kopenhagen    |
| 09.08.2006 | Rødding IF         | 01:10                 | Søhus BK                  |
| 09.08.2006 | Sanderum BK        | 1:2                   | Marstal IF                |
| 09.08.2006 | Skagen IK          | 1:2                   | Frederikshavn fI          |
| 09.08.2006 | Skovshoved IF      | 0:2                   | Fremad Amager             |
| 09.08.2006 | Solrød FC          | 4:6                   | BK Frem Sakskøbing        |
| 09.08.2006 | Sorø IF Freja      | 1:0                   | BK Avarta                 |
| 09.08.2006 | Starup UIF         | 2:3                   | FC Fyn                    |
| 09.08.2006 | Stenløse BK        | 0:6                   | BK Skjold Østerbro        |
| 09.08.2006 | Sundby BK          | 0:4                   | Lolland-Falster Alliancen |
| 09.08.2006 | Svebølle B&I       | 2:1                   | Nakskov BK                |
| 09.08.2006 | Svendborg fB       | 2:4                   | FC Fredericia             |
| 09.08.2006 | Sønderborg Fremad  | 0:1                   | Odense Kammeraternes SK   |
| 09.08.2006 | Trundholm FC       | 0:2                   | Herfølge BK               |
| 09.08.2006 | Vanløse IF         | 1:0                   | Kalundborg GB             |
| 09.08.2006 | Vejlby IK          | 0:0 n. V. (4:5 i. E.) | Vildbjerg SF              |
| 09.08.2006 | Vordingborg IF     | 0:2                   | B.93 Kopenhagen           |
| 09.08.2006 | Ølstykke FC        | 1:1 n. V. (4:5 i. E.) | Hellerup IK               |
| 09.08.2006 | Ørslev G&IF        | 2:4                   | IF Skjold Birkerød        |
| 09.08.2006 | Aars IK            | 2:1                   | Jetsmark IF               |
| 15.08.2006 | Østerbro IF        | 2:1                   | BK Søllerød-Vedbæk        |

## 2. Runde
Teilnehmer waren die 44 Sieger der ersten Runde, 4 Vereine auf den Plätzen eins bis vier der 1. Division 2005/06, sowie 8 Teams auf den Plätzen fünf bis zwölf der Superliga 2005/06.
| Datum      |                         | Ergebnis              |                           |
| ---------- | ----------------------- | --------------------- | ------------------------- |
| 22.08.2006 | Ringkøbing IF           | 1:3                   | Skive IK                  |
| 23.08.2006 | IF Skjold Birkerød      | 1:2                   | Lolland-Falster Alliancen |
| 23.08.2006 | Brabrand IF             | 1:2                   | Esbjerg fB                |
| 23.08.2006 | Elite 3000 Fodbold      | 2:2 n. V. (9:8 i. E.) | B.93 Kopenhagen           |
| 23.08.2006 | FC Bornholm             | 1:3                   | Glostrup FK               |
| 23.08.2006 | FC Fredericia           | 4:2                   | Aalborg BK                |
| 23.08.2006 | FC Roskilde             | 4:2                   | Hellerup IK               |
| 23.08.2006 | Frederikshavn fI        | 3:2                   | FC Hjørring               |
| 23.08.2006 | BK Frem Sakskøbing      | 0:8                   | Lyngby BK                 |
| 23.08.2006 | Herfølge BK             | 0:1                   | BK Frem Kopenhagen        |
| 23.08.2006 | Holbæk B&I              | 3:1                   | Køge BK                   |
| 23.08.2006 | Lundtofte BK            | 2:5                   | BK Skjold Østerbro        |
| 23.08.2006 | Marstal IF              | 1:2                   | Kjellerup IF              |
| 23.08.2006 | Nibe BK                 | 0:9                   | Kolding FC                |
| 23.08.2006 | Næsby BK                | 0:0 n. V. (3:4 i. E.) | Aarhus Fremad             |
| 23.08.2006 | Odense Kammeraternes SK | 0:2                   | Vejle BK                  |
| 23.08.2006 | Sorø IF Freja           | 2:1                   | Amager BK 1970            |
| 23.08.2006 | Svebølle B&I            | 0:3                   | Brønshøj BK               |
| 23.08.2006 | Søhus BK                | 1:5                   | Thisted FC                |
| 23.08.2006 | Vanløse IF              | 1:2                   | FC Nordsjælland           |
| 23.08.2006 | Varde IF                | 1:4                   | SønderjyskE Fodbold       |
| 23.08.2006 | Vildbjerg SF            | 00:13                 | AC Horsens                |
| 23.08.2006 | Værløse BK              | 0:8                   | FC Fyn                    |
| 23.08.2006 | Aars IK                 | 3:5                   | Aarhus GF                 |
| 30.08.2006 | Fjordager IF            | 01:10                 | Randers FC                |
| 30.08.2006 | Ringsted IF             | 0:3                   | AB Gladsaxe               |
| 31.08.2006 | FC Midtjylland          | 3:0                   | Silkeborg IF              |
| 06.09.2006 | Østerbro IF             | 5:4                   | Fremad Amager             |

## 3. Runde
Teilnehmer: Die 28 Sieger der zweiten Runde und die 4 Vereine auf den Plätzen eins bis vier der Superliga 2005/06.
| Datum      |                    | Ergebnis              |                           |
| ---------- | ------------------ | --------------------- | ------------------------- |
| 20.09.2006 | Brønshøj BK        | 0:3                   | Brøndby IF                |
| 20.09.2006 | FC Roskilde        | 1:2                   | Aarhus GF                 |
| 20.09.2006 | Elite 3000 Fodbold | 2:5                   | Randers FC                |
| 20.09.2006 | Frederikshavn fI   | 1:0                   | FC Fyn                    |
| 20.09.2006 | Glostrup FK        | 3:2                   | Lolland-Falster Alliancen |
| 20.09.2006 | Kjellerup IF       | 2:3                   | Holbæk B&I                |
| 20.09.2006 | Odense BK          | 1:0                   | FC Nordsjælland           |
| 20.09.2006 | AB Gladsaxe        | 0:2                   | SønderjyskE Fodbold       |
| 20.09.2006 | Skive IK           | 2:3                   | FC Fredericia             |
| 20.09.2006 | BK Skjold Østerbro | 0:5                   | Kolding FC                |
| 20.09.2006 | Sorø IF Freja      | 0:8                   | Lyngby BK                 |
| 20.09.2006 | Thisted FC         | 1:1 n. V. (0:3 i. E.) | FC Kopenhagen             |
| 20.09.2006 | Vejle BK           | 3:3 n. V. (3:4 i. E.) | AC Horsens                |
| 20.09.2006 | Østerbro IF        | 0:7                   | Viborg FF                 |
| 20.09.2006 | Aarhus Fremad      | 0:2                   | FC Midtjylland            |
| 27.09.2006 | BK Frem Kopenhagen | 0:1                   | Esbjerg fB                |

## 4. Runde
Teilnehmer: Die 16 Sieger der dritten Runde.
| Datum      |                  | Ergebnis |                     |
| ---------- | ---------------- | -------- | ------------------- |
| 08.11.2006 | FC Fredericia    | 1:2      | AC Horsens          |
| 08.11.2006 | Odense BK        | 1:0      | Brøndby IF          |
| 08.11.2006 | Lyngby BK        | 5:1      | Kolding FC          |
| 08.11.2006 | Frederikshavn fI | 0:2      | FC Midtjylland      |
| 08.11.2006 | Holbæk B&I       | 4:2      | SønderjyskE Fodbold |
| 08.11.2006 | Aarhus GF        | 1:2      | Randers FC          |
| 08.11.2006 | FC Kopenhagen    | 3:1      | Esbjerg fB          |
| 08.11.2006 | Glostrup FK      | 2:3      | Viborg FF           |

## Viertelfinale
| Datum      |                | Ergebnis  |               |
| ---------- | -------------- | --------- | ------------- |
| 12.04.2007 | FC Midtjylland | 2:3 n. V. | FC Kopenhagen |
| 12.04.2007 | Holbæk B&I     | 1:6       | Viborg FF     |
| 12.04.2007 | Lyngby BK      | 1:0 n. V. | AC Horsens    |
| 12.04.2007 | Odense BK      | 1:0       | Randers FC    |

## Halbfinale
| Datum             |           | Gesamt |               | Hinspiel | Rückspiel |
| ----------------- | --------- | ------ | ------------- | -------- | --------- |
| 25.04./02.05.2007 | Lyngby BK | 2:7    | FC Kopenhagen | 2:3      | 0:4       |
| 25.04./02.05.2007 | Odense BK | 3:2    | Viborg FF     | 1:2      | 2:0       |

## Finale
| Paarung        | FC Kopenhagen – Odense BK |
| Ergebnis       | 1:2 (1:1) |
| Datum          | 17. Mai 2007 |
| Stadion        | Parken, Kopenhagen |
| Zuschauer      | 30.013 |
| Schiedsrichter | Anders Hermansen |
| Tore           | 1:0 Atiba Hutchinson (16.) 1:1 Martin Borre (37.) 1:2 Bechara Oliveira (49.) |
| FC Kopenhagen  | Jesper Christiansen – Lars Jacobsen, Michael Gravgaard, Brede Hangeland, Niclas Jensen (74. William Kvist) – Michael Silberbauer, Tobias Linderoth , Hjalte Bo Nørregaard (62. Aílton José Almeida), Jesper Grønkjær – Atiba Hutchinson, Marcus Allbäck. Cheftrainer: Ståle Solbakken |
| Odense BK      | Arkadiusz Onyszko – Jonas Troest, Morten Fevang, Ulrik Laursen , Chris Sørensen – Bechara Oliveira, Esben Hansen, Martin Borre, Johan Absalonsen (87. Jan Tore Ophaug) – Jonas Borring, Kim Christensen. Cheftrainer: Michael Hemmingsen                                              |
| Gelbe Karten   | Tobias Linderoth – Jonas Troest |